# Palets de Gargantua
Les palets de Gargantua sont  un dolmen situé à Charnizay dans le département d'Indre-et-Loire.

## Protection
La Société préhistorique française est propriétaire du monument par donation reçue en 1911. L'édifice a fait l’objet d’un classement au titre des monuments historiques par arrêté du 29 novembre 1951.

## Description
L'édifice est probablement incomplet. En l'état actuel, il demeure un orthostate (3,30 m de long, 1,80 m de large) soutenant une table de couverture dont l'autre extrémité repose au sol. La table de couverture mesure 5,50 m de long sur 4,50 de large. Une troisième dalle, couchée au sol, mesurant 5,50 m de long sur 3 m de large, correspond soit à un orthostate soit à une deuxième table. Toutes les dalles sont en poudingue.

## Folklore
Selon une tradition, la femme de Gargantua transporta les dalles dans son tablier. Selon une autre légende, Gargantua lançait ses palets en visant la Pierre levée de Civray-sur-Esves,.